# Can Moreu (Cabrera de Mar)
Can Moreu és una masia de Cabrera de Mar (Maresme) protegida com a Bé Cultural d'Interès Local.

## Descripció
Masia de planta baixa i pis, amb teulada a dues vessants. Portal rodó dovellat. Finestres rectangulars emmarcades amb elements de pedra. A la restauració que feu Puig i Cadafalch s'hi afegí un cos al primer pis que sobresurt de la façana i que forma un porxo sostingut per dues columnes de totxana a l'entrada principal. El portal fou també modificat.

## Història
El senyor Moreu comprà aquesta masia, provinent de la desamortització dels edificis religiosos feta per l'estat a mitjans de segle xix i n'encarregà la restauració a l'arquitecte Puig i Cadafalch. La casa deixà de ser destinada al conreu de les terres i prengué el caràcter de residència d'estiu.